# Пит Дејвидсон
Питер Мајкл Дејвидсон (енгл. Peter Michael Davidson; Њујорк, 16. новембар 1993) амерички је комичар и глумац. Од 2014. је члан глумачке екипе касновечерње скеч комедије NBC-ја, Уживо суботом увече. Дејвидсон такође наступа у серијама MTV-ја, Guy Code, Wild 'n Out и Failosophy. Изводио је стендап комедију у серијама Adam DeVine's House Party, Уживо са Џимијем Кимелом и Comedy Underground with Dave Attell. Године 2020. коаутор је и глумио у полуаутобиографском хумористичко-драмском филму, Краљ Статен Ајланда.

## Филмографија

### Филм
| Година | Српски назив                 | Изворни назив | Улога                      | Напомене                             |
| ------ | ---------------------------- | ------------- | -------------------------- | ------------------------------------ |
| 2014.  |                              |               | Смрдљиви Прст              |                                      |
| 2015.  | Хаос у најави                |               | пацијент др Конерса        |                                      |
| 2018.  |                              |               | Данкан                     |                                      |
| 2019.  | Шта мушкарци желе            |               | Дени                       | непотписан                           |
| 2019.  |                              |               | Зик                        | такође извршни продуцент             |
| 2019.  |                              | Том Зутант    |                            |                                      |
| 2019.  |Angry Birds филм 2                       |               | Џери (глас)                |                                      |
| 2019.  |                              | Џек Берсом    |                            |                                      |
| 2020.  | Краљ Статен Ајланда          |               | Скот Карлин                | такође сценариста и извшни продуцент |
| 2021.  | Одред отписаних: Нова мисија |               | Ричард Херц / Црни Стражар |                                      |
| 2022.  | Тела, тела, тела             |               | Дејвид                     |                                      |

### Телевизија
| Година     | Српски назив        | Изворни назив | Улога                     | Напомене                         |
| ---------- | ------------------- | ------------- | ------------------------- | -------------------------------- |
| 2013.      | Бруклин 9-9         |               | Стивен                    | епизода: „Бог пада”              |
| 2014.      |                     |               | превласник беле расе      | епизода: „Хорор”                 |
| 2014—данас | Уживо суботом увече |               | разне                     | 145 епизода                      |
| 2016.      |                     |               | Џефи                      | епизода: „Списак”                |
| 2016.      |                     |               | себе                      | стендап специјал                 |
| 2017.      |                     |               | конобар                   | епизода: „Рођенданско чудовиште” |
| 2017.      |                     |               | Патак (глас)              | телевизијски филм                |
| 2018.      |                     |               | Клем                      | епизода: „Невидљиви син”         |
| 2020.      |                     |               | себе                      | стендап специјал                 |
| 2020.      |                     |               | Грејди                    | 2. епизоде                       |
| 2020—2021. | Новајлија           |               | Пит Нолан                 | 2. епизоде                       |
| 2020—2021. |                     |               | Финеас Т. Фрејкерс (глас) | главна улога; 10 епизода         |
| 2021.      |                     |               | —                         | извршни продуцент                |
| 2021.      |                     |               | запослени на хардверу     | епизоде: „Зове ме... мајка”      |